# Пинто, Маркос
Маркос Ариэль Пинто (исп. Marcos Ariel Pinto; род. 25 января 1994, Формоса) — аргентинский футболист, защитник. Ныне выступает за клуб «Атланта» (Буэнос-Айрес).

## Биография
Маркос Пинто — воспитанник клуба «Ланус». 7 сентября 2014 года он дебютировал в аргентинской Примере, выйдя в основном составе в гостевой игре с «Расингом» из Авельянеды. 2015 год Пинто на правах аренды отыграл за «Сан-Мартин» из Сан-Хуана, а сезон 2017/18 — за «Темперлей».
В период 2019—2020 годов выступал за «Барракас Сентраль».